# Augustin Bonrepaux
Pour les articles homonymes, voir Bonrepaux.
Augustin Bonrepaux, né le 11 août 1936 à Perles-et-Castelet (Ariège), est un enseignant et homme politique français, membre du Parti socialiste.

## Biographie
Enseignant, maire d'Orlu, dans l'Ariège, de 1966 à 1995, Augustin Bonrepaux est élu conseiller municipal en 1995 d'Ax-les-Thermes, commune dont il est maire de 1995 à 2001, puis adjoint au maire. En 1976, il est élu conseiller général du canton d'Ax-les-Thermes, mandat qu'il exerce jusqu'en 2015. Il occupe également la fonction de président de l'Association nationale des élus de la montagne (ANEM) de 1988 à 1990 et de 1992 à 1994 et de membre du comité des finances locales.
Élu député à l'Assemblée nationale en 1981, il est réélu en 1986, 1988, 1993, 1997 et enfin le 16 juin 2002, pour la XIIe législature, dans la 1re circonscription de l'Ariège, pour ce qui sera son sixième et dernier mandat, puisqu'il ne se représente pas en 2007. Au cours de ses mandats parlementaires, il est, entre autres, président de la Commission des Finances, de l'Économie générale et du Plan de 1998 à 2000 et membre du groupe d'études sur le problème du Tibet.
En 2006, il coupe brutalement les subventions du Conseil Général au Festival de cinéma Résistances qui se tient à Foix, sous prétexte que le contenu des échanges sont en faveur de l'ours en Ariège, et que le débat serait manipulé par « des intégristes de l'environnement »,.
En octobre 2012, il est mis en examen à Toulouse dans une affaire de marchés publics. Un non-lieu sera prononcé par la justice le 24 septembre 2014. Au même moment, il revendique de supprimer le RSA à des centaines de personnes du département, car « ils n'y ont pas droit ».
Président du Conseil général de l'Ariège à partir de mars 2001, il démissionne de cette fonction le 20 octobre 2014. Il est également membre du Conseil national de la montagne de 1994 à 2008 et de 2009 à 2015 et président du comité national pour l'année internationale des montagnes en 2002.

## Décoration
Chevalier de la Légion d'honneur le 31 janvier 2009.